# Simon Poh Hoon Seng

Bischofswappen von Simon Poh Hoon Seng

Simon Peter Poh Hoon Seng (* 15. April 1963 in Sri Aman, Malaysia) ist ein malaysischer Geistlicher und römisch-katholischer Erzbischof von Kuching.

## Leben
Simon Poh Hoon Seng besuchte das Priesterseminar des Erzbistums Kuching und empfing am 31. Juli 1988 das Sakrament der Priesterweihe. Anschließend war er bis 2002 in verschiedenen Gemeinden in der Pfarrseelsorge tätig, unterbrochen von einem Studienaufenthalt in Rom. Von 1994 bis 1996 studierte er an der Päpstlichen Universität Urbaniana und erwarb das Lizenziat in Missionswissenschaft.
Von 2002 bis 2008 war er Direktor der erzbischöflichen Kommission für die Berufungspastoral, ab 2004 zusätzlich geistlicher Beirat der Kommission für die Jugendpastoral. Seit 2004 war er Kanzler der Diözesankurie und Dozent für Missionswissenschaft am Priesterseminar von Kuching. Neben der Mitgliedschaft in verschiedenen Kommissionen des Erzbistums war er seit 2011 Dompfarrer an der Kathedrale von Kuching.
Papst Franziskus ernannte ihn am 9. Juli 2015 zum Weihbischof in Kuching und Titularbischof von Sfasferia. Die Bischofsweihe spendete ihm der Erzbischof von Kuching, John Ha Tiong Hock, am 24. September desselben Jahres. Mitkonsekratoren waren dessen Vorgänger Peter Chung Hoan Ting und der Bischof von Sandakan, Julius Dusin Gitom.
Papst Franziskus ernannte ihn am 4. März 2017 zum Erzbischof von Kuching. Die Amtseinführung fand am 20. März desselben Jahres statt.